# Aritranis nitida
Aritranis nitida là một loài tò vò trong họ Ichneumonidae.